# Марция Отацилия Севера
Марция Отацилия Севера (на латински: Marcia Otacilia Severa) е римска императрица, съпруга на император Филип I Араб.

## Произход
Севера е член на рода Отацилии, род от който произлизат много консули и сенатори. Майка ѝ е от род Марции. Дъщеря е или сестра на Севериан, управител на Македония и на двете Мизии. Тя има брат Севериан, който през 246 – 247 г. е управител на Долна Мизия.

## Брак с Филип I Араб
Севера се омъжва за Филип I Араб, когато е още офицер на конницата при император Гордиан III. През 237 г. се ражда нейният син Марк Юлий Филип Младши, който през 246 г., на 9-годишна възраст, е издигнат за равноправен съимператор (август) заедно с баща си. Отацилия има и дъщеря на име Юлия Севера или Северина, която е възможно да е Улпия Северина – съпругата на по-късния император Аврелиан (270 – 275).
Вероятно Марция Севера участва в заговора против Гордиан III през февруари 244 г. в Месопотамия, след който нейния съпруг става император. Филип ѝ дава почетната титла августа.
Според Евсевий е възможно Филип Арабина и Отацилия Севера да са били първото императорско семейство християни. Евсевий казва, че по-късните гонения на християните от Деций Траян, са продиктувани от личната омраза на Деций към Филип. Евсевий съобщава също, че християнският учител и апологет Ориген е написал едно писмо до Филип и друго до Отацилия Севера. Макар че е доста вероятно Филип и Отацилия Севера да са добре запознати с християнството, и дори може би да се отнасяли с уважение към християнските учения и лидери, е малко вероятно те да са били християни. Филип, както и другите римски императори от 3 век, използва езически символи и звания и продължава да следва държавната религия. Филип Арабина не прави подобрения в правния статут на християните и тяхната религия. Нещо повече, предполагаемото християнство на Филип и съпругата му никога не е било потвърдено от нехристиянските автори.
През август 249 г. Филип е убит по време на битката при Верона срещу Деций Траян. Отацилия Севера по това време е в Рим. Когато вестта за поражението на Филип Арабина достига до града, синът ѝ Марк Юлий е убит от преторианската гвардия. Севера оцелява през тези събития, но след това няма повече исторически сведения за нея.